# Aubigny (Indre-et-Loire)
Pour les articles homonymes, voir Aubigny.
Aubigny est une ancienne commune d'Indre-et-Loire, annexée en 1823 à Loché-sur-Indrois.

## Géographie
L'ancienne commune d'Aubigny occupait la partie nord-ouest de l'actuelle commune de Loché. Une partie de son territoire, à l'ouest et au nord-ouest, était recouvert par la forêt de Loches. Le ruisseau d'Aubigny, coulant du sud au nord pour se jeter dans l'Indrois à Chemillé-sur-Indrois, parcourait la commune. Aubigny se composait d'une vingtaine de petits hameaux et d'habitations isolées, surtout au centre de son territoire, les franges étant moins peuplées mais elle ne dispose pas d'un noyau bâti important, le "bourg" ne rassemblant qu'une vingtaine d'habitants.

## Toponymie
Il est possible d'invoquer pour ce toponyme une formation en -(i)acus / -(i)acum comme pour Loché, c'est-à-dire *Albiniacus « domaine d’Albinius » ; selon Gérard Taverdet, Aubigny pourrait être basé sur un radical gaulois albu- qui signifie « terre blanche », le suffixe s'analysant à ce moment-là comme une forme allongée de -(i)acum, à savoir -iniacum. On attendrait Aubigné comme le montrent la mention de 1290, forme de l'ouest cf. (Aubigné), mais la terminaison -y, plus commune dans l'ensemble du domaine d'oïl, a cependant prévalu.

## Histoire

L'ancienne commune d'Aubigny.
Bourg et limites communales de Loché
Territoire communal d'Aubigny
Village d'Aubigny

L'implantation humaine à Aubigny est attestée dès la Préhistoire : petit campement magdalénien (17 000 à 10 000 BP — before present —), a livré environ 230 outils et fragments de silex au lieu-dit la Pagerie (ou la Perrotière) ; la concentration de ces vestiges dans un rayon de 10 m suggère qu'ils étaient rassemblés dans un enclos ou une hutte de petite taille.
Dans les années 1950, une double enceinte trapézoïdale (peut-être laténienne), à proximité d'un filon assez riche en minerai de fer, pourrait témoigner d'une activité paléo-sidérurgique à Aubigny, comme il en est connu dans de nombreux sites à proximité.
Aubigny était peut-être un territoire gagné sur la forêt de Loches après son défrichement par des religieux, à l'initiative d'abbayes proches ou de l'archevêque de Tours. L'église, dédiée à saint Laurent, a pu être fondée par le premier seigneur d'Aubigny, attesté en 1200. C'est à cette époque que les premières mentions du fief d'Aubigny apparaissent dans des chartes (1200 et 1213) qui accordent aux religieux de Vilelloin des droits en espèce et en nature (pacage, bûcheronnage) sur le fief. L'érection du territoire en paroisse semble dater du troisième quart du XIIIe siècle. Dreux de Mello, grand propriétaire foncier à la fin du XIIIe siècle fut seigneur d'Aubigny.
Les cahiers de doléances de la paroisse, rédigés en 1789, témoignaient du profond dénuement des habitants : endettement, absence de biens propres (bétail, mobilier, logement), facteurs aggravés par des aléas climatiques au cours de l'hiver 1788-1789.
Le 13 juin 1823, un rapport préparatoire au roi et un projet d'ordonnance relatifs à une fusion d'Aubigny et de Loché montraient que la situation n'était pas facile pour la commune à cette époque, évoquant « un territoire de 1 044 hectares sur un sol ingrat dont 456 hectares incultes, [...] une population éparse de 227 habitants [parmi lesquels] seuls le maire et un de ses concitoyens savent signer leur nom. ». Une ordonnance royale du 25 juin 1823 officialisa cette fusion. À l'occasion de cette réunification et de la suppression de la paroisse d'Aubigny qui l'accompagna, le conseil municipal et le conseil de fabrique de Loché s'affrontèrent, réclamant l'un et l'autre le produit de la vente de l'église d'Aubigny, ainsi que son mobilier et sa cloche ; le conseil de fabrique obtint, au moins partiellement, gain de cause puisque la cloche est installée dans l'église de Loché-sur-Indrois. Il ne reste plus trace de cette église paroissiale mais la cour de l'ancien presbytère occupe l'emplacement du cimetière. L'examen des plans cadastraux montre que l'église Saint-Laurent d'Aubigny était un édifice à chevet plat, aux murs gouttereaux pourvus de contreforts.

## Politique et administration
| Période       | Période   | Identité         | Étiquette | Qualité                           |
| ------------- | --------- | ---------------- | --------- | --------------------------------- |
| novembre 1792 | juin 1816 | André-Louis Lamy |           | Curé                              |
| juin 1816     | août 1823 | René Bourdon     |           | Cultivateur, propriétaire foncier |

## Démographie
La paroisse d'Aubigny, qui comptait 42 feux en 1687, en possédait encore 38 à la veille de la Révolution. À partir de cette date, les recensements sont nominatifs :
| 1793 | 1800 | 1806 | 1821 |
| ---- | ---- | ---- | ---- |
| 226  | 234  | 228  | 227  |

Vingt ans après l'annexion, 226 habitants sont recensés sur son ancien territoire (dont 38 « domestiques » résidant avec les familles) pour 48 domiciles, sur 22 lieux-dits dont la Haute Rairie (28 habitants dans 7 foyers), d'autres composés de 4 à 5 foyers comme la Perrellerie, la Basse Rairie, l'ancien bourg d'Aubigny et les Brosses hébergeant chacun moins de 20 habitants, comme les autres lieux-dits composés d'un ou deux foyers.

## Pour approfondir